# 近東

近東地區範圍（現代）

近東地區範圍（現代）

近東（英語：Near East）為西方國家使用的地理概念。早期近代西方地理學者以「近東」指鄰近歐洲的「東方」。欧美人使用的词汇，以他们所处的位置来讲，指地中海東部沿岸地區，包括非洲東北部和亞洲西南部，有時還包括巴爾幹半島。在巴爾幹戰爭與第一次世界大戰後，一般不再把巴爾幹國家稱爲近東國家，而以「東南歐」或「南歐」代稱。第二次世界大戰後，此稱渐為「中東」取代，但兩者常通用。

## 定義
在19世紀的大航海時代以前，歐洲人眼中的所謂「東方」指的是奥斯曼帝國發源地。1834年英國遊記歷史學者Alexander Kinglake出發前往聖地，途經伊斯坦堡、塞浦路斯、貝魯特、開羅、耶路撒冷、大馬士革等地，在其著作《Eöthen, or Traces of Travel Brought Home from the East》中，他發現「東方」開始於貝爾格勒，從這裡他離開了熟悉的歐洲（哈布斯堡奧地利帝國），踏上陌生的奧斯曼帝國領域。
1902年，英國考古學者D.G. Hogarth在其書《The Nearer East》中，定義「近東」的地理範圍：包含巴爾幹半島、埃及、安那托利亞、亞美尼亞、阿拉伯半島，以及伊朗西部。在同一年，美國海軍軍官阿爾弗雷德·賽耶·馬漢也在其論文《The Persian Gulf and International Relations》提出「中東」的概念，馬漢是從海權的角度來看，他對於「中東」的定義是指從蘇伊士運河到新加坡航線之間所經過的區域。
19世紀末、20世紀初，奧斯曼帝國國勢日衰，巴爾幹諸國相繼取得獨立地位。巴爾幹戰爭後奧斯曼帝國失去了絕大部份歐洲領土。第一次世界大戰後，奧斯曼帝國解體，英國占領巴勒斯坦與美索不達米亞、法國占領黎巴嫩與敘利亞。由於各民族國家的成立，原先在奧斯曼帝國統治下的一體感消失，「近東」具體的範圍也開始變得模糊曖昧。
第二次世界大戰後，「中東」的定義更加寬鬆，包含以往「近東」的範圍。而「近東」一詞本身也是相當歐洲中心主義的詞彙，因此在二戰後的去殖民化運動中逐漸被其他較中立的詞彙如「西亞」所取代。在今天一般的政治或新聞報導中，「近東」通常被納入定義更廣的「中東」，只有在考古學或歷史學的文獻中還會使用「近東」這個詞彙。

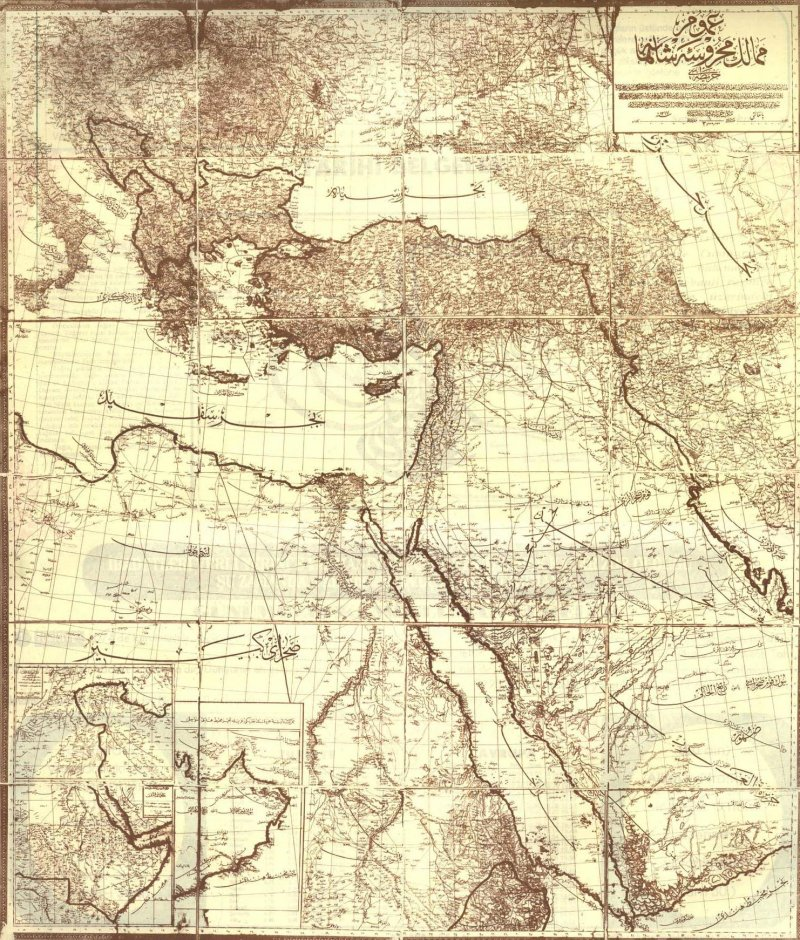
奧斯曼帝國，1890年代
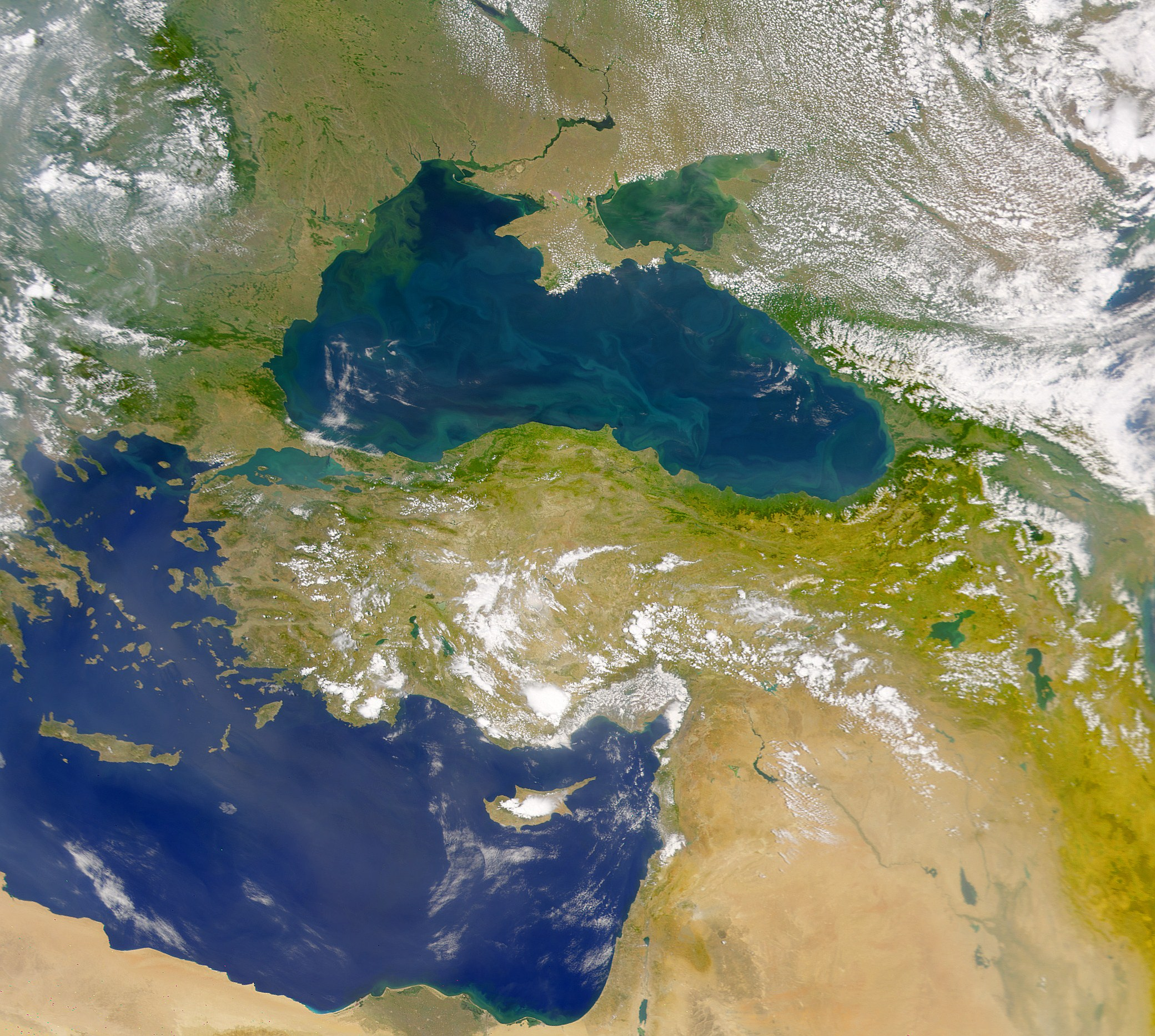
東地中海，2003年